# Etihad Rail
Etihad Rail est l'entreprise publique créée en 2009 qui gère l'infrastructure et exploite le réseau ferré des Émirats arabes unis. Depuis décembre 2015, elle exploite une ligne longue de 264 km reliant l'installation pétrolière de Shah (en) au port de Ruwais (en). Le projet est de disposer d'un réseau d'environ 1 200 km d'ici 2025 pour desservir l'ensemble des émirats.

## Historique
La compagnie a été créée par la loi fédérale no 2 en juin 2009 sous le nom d'Union Railway Company. Elle a pour objet de développer, construire et exploiter le réseau ferré national des Émirats arabes unis.

## Réseau
Le réseau est constitué d'une ligne est-ouest à double voie, non électrifiée, à écartement standard, équipée de l'ETCS Niveau 2. Elle permet des vitesses de 200 km/h pour les trains de voyageurs et 120 km/h pour les trains de fret avec une charge de 32 t à l'essieu. Sur cette ligne s'embranche, à l'ouest, une liaison vers le port de Ruwais (en) et à l'est une liaison à voie unique vers les champs pétrolifères.

## Flotte
Etihad Rail dispose de sept locomotives diesel-électriques construites par Electro-Motive Diesel de type EMD SD70ACS (en), (identiques à celle utilisée en Mauritanie) et adaptée aux conditions désertiques.
Les 240 wagons, permettent de constituer des trains de 11 000 tonnes mesurant 1 700 m de longueur circulant à 120 km/h.

## Service
Depuis 2016, Ethihad Rail a pour unique client ADNOC, l'entreprise spécialisée dans l'énergie de l'émirat d'Abou Dabi et la principale compagnie pétrolière nationale des Émirats arabes unis. Elle assure deux aller-retours quotidiens, soit environ 20 000 tonnes de sulfure, soit 7,2 millions de tonnes par an.

## Organisation
L'entreprise Etihad Rail a créé une filiale, dénommée Etihad Rail DB en coentreprise avec la Deutsche Bahn qui en possède 49 % des parts. C'est cette filiale qui exploite, entretien et maintient le réseau et le parc de locomotives et de wagons.